# Rhyephenes humeralis
Burrito o caballito de palo (Rhyephenes humeralis) es un coleóptero de la familia Curculionidae.

## Descripción
El burrito o "caballito de palo" se caracteriza por su incapacidad de volar, al poseer su primer par de alas o  élitros soldados. Su cuerpo es de coloración totalmente negra, a excepción de un par de manchas blancas sobre los élitros. En su adultez llegan a medir 1,5 cm de longitud. Poseen dimorfismo sexual, las hembras son de mayor tamaño que los machos.

## Alimentación
Su alimentación varia a lo largo de su vida. Las larvas son xilófagas, cambiando a una alimentación fitófaga al llegar al estado adulto.

## Hábitat y distribución
Puede encontrarse en paisajes rurales y urbanos, desde el nivel del mar a unos 1500 m s. n. m.
En Chile se distribuye desde la región de Coquimbo a la región de Magallanes. 

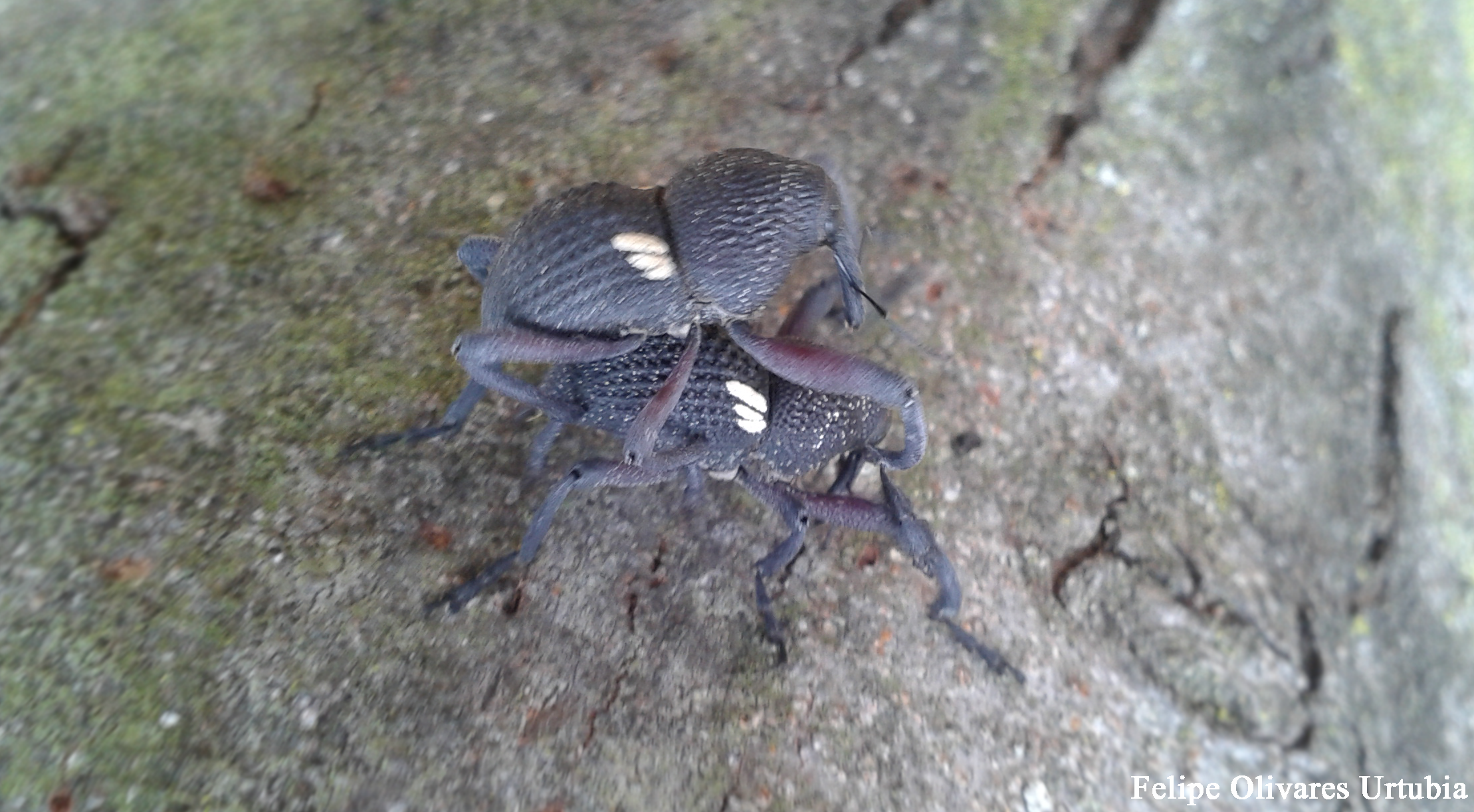
Gorgojos apareándose sobre un árbol, en el Parque Mahuida.